# Jan Humpola

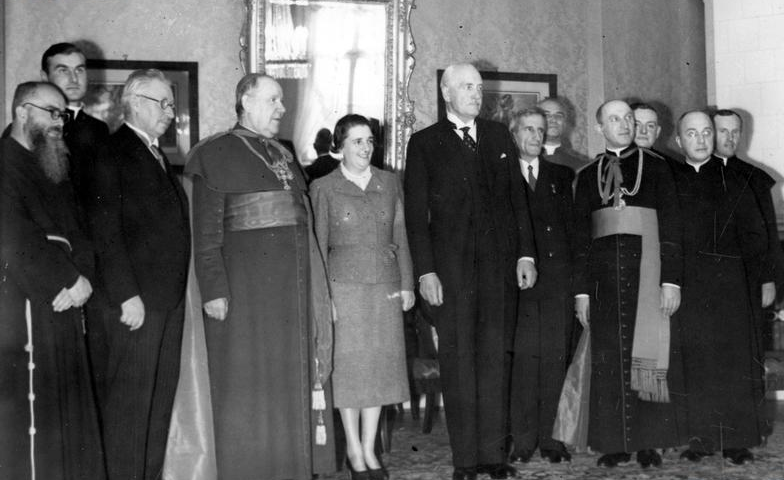
Delegacja chłopów z Inowłodzia u prezydenta RP Ignacego Mościckiego
(Jan Humpola 5. z prawej)

Jan Humpola (ur. 19 grudnia 1889 w Suchej, zm. 19 października 1958 w Liszkach k. Krakowa) – polski ksiądz katolicki, kapelan przyboczny Prezydenta RP, dziekan Wojska Polskiego, działacz społeczny, taternik i alpinista.

## Życiorys
Jan Humpola urodził się 19 grudnia 1889 w Suchej k. Żywca. W latach 1912–1914 studiował na Uniwersytecie w Innsbrucku, wtedy też po raz pierwszy chodził po górach (Alpach). Należał wówczas do zarządu akademickiego klubu alpinistycznego. W 1914 roku otrzymał święcenia kapłańskie. Od 1916 roku był notariuszem Konsystorza Krakowskiego, pełnił też funkcję prefekta seminarium duchownego w Krakowie. Od 1917 roku służył jako kapelan w szpitalu Czerwonego Krzyża i sanatorium wojskowym w Zakopanem oraz katecheta na Podhalu, Spiszu i Orawie, m.in. w Nowym Targu.
3 maja 1922 został zweryfikowany w stopniu kapelana ze starszeństwem z 1 czerwca 1919 i 29. lokatą w duchowieństwie wojskowym wyznania rzymskokatolickiego. W 1923 pełnił obowiązki kierownika Rejonu Duszpasterstwa Katolickiego w Lublinie i funkcję kapelana w miejscowym kościele garnizonowym. Zasłużył się wtedy dla budowy lubelskiego Domu Żołnierza Polskiego. Z dniem 1 listopada 1924, na własną prośbę, został przeniesiony do rezerwy.
W latach 1927–1932 był dyrektorem gimnazjum w Zakopanem (1927–1932), wykładał tam historię sztuki. Propagował turystykę wśród młodzieży, organizował szkolne wycieczki w Tatry. W latach 1932–1934 był proboszczem w Kościelisku, miał wtedy duże zasługi dla zorganizowania sanatorium przeciwgruźliczego dla młodzieży.
14 marca 1934 został powołany z rezerwy do służby czynnej, mianowany zawodowym duchownym wojskowym w stopniu dziekana ze starszeństwem z 1 kwietnia 1934 i 1. lokatą oraz przydzielony do Gabinetu Wojskowego Prezydenta RP na stanowisko kapelana przybocznego. Na stanowisku kapelana przybocznego zastąpił ks. dziekana Mikołaja Bojanka.
Prezydent RP Ignacy Mościcki wcześniej często odwiedzał ks. Humpolę w Kościelisku. Podczas II wojny światowej Humpola był internowany w Rumunii, gdzie jako delegat Kurii Rzymskiej opiekował się polskimi uchodźcami, zaś po powrocie do kraju był proboszczem w Szaflarach (1946–1949) i w Liszkach (po 1949). Przez wiele lat poważnie chorował.
W latach 1921–1924 był aktywnym wspinaczem, dokonał wówczas wielu pierwszych wejść. Najczęstszymi partnerami górskimi Humpoli byli Mieczysław Świerz, Adam Sokołowski i Marian Sokołowski.
Podczas pobytu na Podhalu i w jego sąsiedztwie był aktywnym działaczem społecznym w dziedzinach takich jak ochrona zdrowia, harcerstwo, sport, sztuka podhalańska i ochrona przyrody. Pełnił różne funkcje związane z tą działalnością: był członkiem zarządu Sekcji Turystycznej Towarzystwa Tatrzańskiego (1922–1930), jej wiceprezesem (1924–1928), członkiem Zarządu Głównego Polskiego Towarzystwa Tatrzańskiego (1926–1930), członkiem zarządu Sekcji Ochrony Tatr PTT (1923) i zastępcą naczelnika Ochotniczej Straży Górskiej w Zakopanem (1924).
W „Ilustrowanym Kurierze Codziennym” napisał artykuł Płonie kamienna Tatr korona na temat ochrony przyrody (nr 218/1925). Jego autorstwa są też wspomnienia taternickie: Na ścianach Mięguszowieckiego („Taternik” 1922) i Z włóczęgi po Tatrach („Wierchy” 1925).

## Osiągnięcia taternickie
- pierwsze wejście wschodnią ścianą Mięguszowieckiego Szczytu Wielkiego (1921, ze Świerzem),
- pierwsze wejście północno-zachodnim kominem Żabiego Mnicha (1921, ze Świerzem),
- pierwsze wejście północną ścianą Żabiej Turni Mięguszowieckiej (1922, ze Świerzem i Julią Zembatową[7]),
- pierwsze wejście wschodnią granią Młynarza (1924, ze Świerzem),
- dwie próby wejścia na Kozią Przełęcz Wyżnią od północy (1923 i 1924, z Sokołowskimi)[1].

## Ordery i odznaczenia
- Krzyż Komandorski Orderu Odrodzenia Polski (11 listopada 1937)[11][12]
- Krzyż Oficerski Orderu Odrodzenia Polski (11 listopada 1934)[13]
- Medal Niepodległości (16 marca 1937)[14]